# 와키사카 야스타다
와키자카 야스타다(일본어: 脇坂 安董, 1767년 ~ 1841년)는 에도 시대 후기의 다이묘이다. 에도 막부 사사봉행, 노중. 하리마 다쓰노번 제8대 번주. 다쓰노번 와키사카가(龍野藩脇坂家) 제10대 당주.
| 전임 와키사카 야스치카 | 제8대 다쓰노번 번주 (와키사카씨) 1784년 ~ 1841년 | 후임 와키사카 야스오리 |